# Obârșia-Cloșani
Obârșia-Cloșani – wieś w Rumunii, w okręgu Mehedinți, w gminie Obârșia-Cloșani. W 2011 roku liczyła 788 mieszkańców.